# Bluesette
Bluesette foi um grande sucesso mundial no ano de 1962, tendo sido posteriormente regravada pelo próprio Toots Thielemans e por muitos outros artistas de vários países.